# Megascapheus
Megascapheus és un subgènere de rosegadors del gènere Thomomys. Les espècies d'aquest grup es diferencien de la resta del gènere per la seva major mida corporal, el seu musell robust i la seva capacitat d'excavar amb les dents per accedir a sòls més durs, argilosos i protegits pel clima. Gràcies a aquestes adaptacions, les espècies de Megascapheus poden viure en sòls que requereixen una major despesa energètica que els sòls on es troben les espècies de Thomomys.